# Olsenbanden møter Kongen & Knekten
Olsenbanden møter Kongen og Knekten er en norsk film fra 1974, instrueret af Knut Bohwim. Filmen er den femte i den norske serie om Olsenbanden og havde premiere den 15. august 1974.

## Handling
Sølvtøj er vanskeligt at stjæle, hvis ejeren er i samme rum. Derfor havner Egon nok en gang i fængsel. Da han kommer ud igen har han en plan om 4 millioner kroner, som er enkle at få fat i. Dette passer dårligt for Valborg og Kjell, da Basse skal konfirmeres. Men desværre for banden er også deres ærkefjender Kongen og Knekten på sagen. De to stjæler pengene fra Olsenbanden, og der opstår en evig jagt om pengene.

## Medvirkende
| Rolle                      | Skuespiller        |
| -------------------------- | ------------------ |
| Egon Olsen                 | Arve Opsahl        |
| Kjell Jensen               | Carsten Byhring    |
| Benny Fransen              | Sverre Holm        |
| Basse Jensen               | Pål Johannessen    |
| Valborg Jensen             | Aud Schønemann     |
| Kongen                     | Henki Kolstad      |
| Knekten                    | Frank Robert       |
| Jenny                      | Wenche Steen       |
| Kriminalbetjent Hermansen  | Sverre Wilberg     |
| Kriminalchefen             | Wilfred Breistrand |
| Livredder                  | Per Lekang         |
| Obbevaringsekspeditør      | Jan-Pande Rolfsen  |
| Bankmand                   | Carl Habel         |
| Højesteretsadvokat         | Knut M. Hansson    |
| Højesteretsadvokatens kone | Anne-Lise Tangstad |
| Ekspeditør                 | Jan Pande-Rolfsen  |
| Biffen                     | Torgils Moe        |
| Flyver                     | Alf Hallgren       |
| Nabokone                   | Edith Carlmar      |